# August Gailit
August Gailit, född 9 januari 1891 i Sangaste, död 5 november 1960 i Örebro, var en estnisk författare.
August Gailit, som hade en lettisk far och en estnisk mor, verkade som journalist i Estland och Lettland, vistades 1922–1924 utomlands och levde därpå som fri författare. Åren 1932–1934 var han teaterchef i Tartu, fortsatte sedan i Tallinn och flydde 1944 till Sverige. Gailit vann internationell framgång med skälmromanen Toomas Nippernaadi (1928). I Sverige utgav han Leegitsev süda ("Det lågande hjärtat", 1945) och nya upplagor av äldre arbeten.